# Urbanismo de Córdoba (España)
El urbanismo de Córdoba es el reflejo del proceso de ocupación de esta ciudad española y de la evolución de sus construcciones desde la fundación de la ciudad. 

## Orígenes de la ciudad
Los primeros vestigios humanos encontrados en la zona corresponden a un Neandertal que puede datar en torno al 32000 a. C. aproximadamente. Según los últimos estudios, el definitivo asentamiento de población prerromano se produjo en torno al V milenio a. C. en la actual Ciudad Sanitaria y la antigua Facultad de Agrónomos y Montes, y el romano hacia el siglo III a. C. en la zona denominada "Colina de los Quemados" hoy ocupada por el Parque Cruz-Conde y con restos a la vista (parte de los cuales han sido ocultados por obras en un campo de fútbol de arena).